# Lerista eupoda
Lerista eupoda là một loài thằn lằn trong họ Scincidae. Loài này được Smith miêu tả khoa học đầu tiên năm 1996.